# Ruohojärvi (sjö i Lappland, lat 69,15, long 27,63)
Ruohojärvi är en sjö i Finland. Den ligger i kommunen Enare i landskapet Lappland, i den norra delen av landet, 1 000 km norr om huvudstaden Helsingfors. Ruohojärvi ligger 143 meter över havet. Arean är 18,2 hektar och strandlinjen är 3,63 kilometer lång. Sjön  ingår i Pasvik älvs huvudavrinningsområde. 